# Marceau Dupuy
Pour les articles homonymes, voir Dupuy.
Marceau Dupuy est un homme politique français, né le 13 juillet 1894 à Blois (Loir-et-Cher) et mort le 14 août 1992 à Puisseguin (Gironde).

## Biographie
Marié et père de deux enfants, il s'est établi comme médecin mais aussi comme propriétaire viticulteur sur la commune de Puisseguin.
Engagé dans la résistance il aide son frère, le Docteur Edouard Dupuy (Maire et Conseiller Général de Villamblard, à cacher de nombreuses familles.
Au scrutin du 2 novembre 1946 sur la liste menée par Jacques Chaban-Delmas, son parti arrive en quatrième position derrière la SFIO, le MRP et le Parti communiste et devant le Parti républicain de la liberté, comme chaque parti obtient deux élus, c'est ainsi qu'il entre au Palais Bourbon.

## Mandats
Marceau Dupuy a exercé les mandats suivants :
- député de la Gironde de 1946 à 1951 ;
- conseiller de l'Union française de 1951 à 1958 ;
- Conseiller général du canton de Lussac de 1945 à 1970 ;
- Maire de Puisseguin de 1935 à 1977.